# Tydea septentrionalis
Tydea septentrionalis ist eine ausgestorbene Art der Albatrosse (Diomedeidae) aus dem frühen Oligozän (etwa 30–31 mya). Der einzige Vertreter der Gattung Tydea erreichte in etwa die Größe eines Schwarzbrauenalbatrosses (Thalassarche melanophris) und ist der früheste bekannte Vertreter seiner Familie. Die Tiere lebten im Bereich der Nordseeküste und hatten wahrscheinlich eine ähnliche Lebensweise wie heutige Albatrosse. Obwohl Tydea im Knochenbau starke Ähnlichkeiten zu ihren heutigen Verwandten zeigt, weisen sie fehlende abgeleitete Merkmale als basale Linie der Familie aus. Dass die Gattung im Bereich des Nordatlantiks vorkommt, zeigt, dass die Albatrosse im Oligozän anders als heute nicht auf Pazifik und Südhalbkugel beschränkt waren.

## Merkmale
Von Tydea septentrionalis sind lediglich bruchstückhafte Knochen des Flugapparats und des Schultergürtels überliefert. Sie lassen keinen Schluss auf die exakten Maße der Vögel zu, haben jedoch ähnliche Dimensionen wie die des Schwarzbrauenalbatrosses (Thalassarche melanophris), der eine Maximalspannweite von 245 cm, eine Körperlänge von rund 80 cm sowie ein Gewicht von 2,9–4,6 kg erreicht. Sowohl in der Größe als auch in der generellen Morphologie entsprach Tydea damit weitgehend heutigen Vertretern der Diomedeidae.

## Fundorte und Fossilmaterial
Das bekannte Fossilmaterial von Tydea stammt von einem einzigen Individuum und umfasst Stücke der Humeri, eines Carpometacarpus, einer Ulna, des Raben- und des Gabelbeins sowie eines Schulterblatts. Sie stammen aus der belgischen Boom-Formation, einer Tonformation aus dem Rupelium, der unteren Stufe des Oligozäns. Geborgen wurden sie 1903 von Georges Hasse aus einer Lehmziegelgrube bei Terhagen. Ihre Fundschicht, der sogenannte Terhagen-Putte-Übergang, ist reich an organischem Material und wird auf 30–31 Millionen Jahre datiert.

## Lebensweise
Der Fundort von T. septentrionalis lag zu dessen Lebzeiten an der Südküste der Nordsee, damals ein Golf des Atlantiks, der von Großbritannien, Skandinavien und den Mittelgebirgen Süddeutschlands flankiert wurde. Die Parallelen in Größe und Körperbau zwischen Tydea und quartären Albatrossen lassen auf eine ähnliche Lebensweise schließen: Heutige Vertreter der Familie ernähren sich von Fischen und Kalmaren, die sie in niedrigem Flug von der Wasseroberfläche fangen. Dabei nutzen sie Winde über dem Meer aus, viele Albatrosarten kommen im Einflussbereich weitreichender Luftstromsysteme wie dem Humboldt- oder dem Benguelastrom vor. Das legt die Möglichkeit nahe, dass über der Nordsee des Oligozäns ein ähnlicher Luftstrom existierte, während der Nordatlantik heute über kein vergleichbares System verfügt und Albatrosse auf die Südhalbkugel und den Nordpazifik beschränkt sind.

## Taxonomie und Systematik
Obwohl der Holotyp von Tydea (Inventarnummer IRSNB Av 94 a-m) bereits Anfang des 20. Jahrhunderts entdeckt wurde, verblieb er über 100 Jahre unbeschrieben in den Magazinen des Muséum des sciences naturelles de Belgique in Brüssel. Erst 2012 beschrieben der deutsche Paläontologe Gerald Mayr und sein belgischer Kollege Thierry Smith die fossilen Fragmente als neue Art Tydea septentrionalis in einer monotypischen Gattung. Der Gattungsname Tydea leitet sich von Tydeus her, in der griechischen Mythologie Vater des Diomedes, an den sich die moderne Albatrosgattung Diomedea anlehnt. Mayr und Smith wählten das Artepitheton septentrionalis (lateinisch „septem“ für sieben und „triones“ für den Pflugochsen, also der nur von der Nordhalbkugel sichtbare Große Wagen), um die nordatlantische Herkunft der Art zu unterstreichen.
Sowohl seine Maße als auch mehrere typische Feinmerkmale des Knochenbaus weisen T. septentrionalis laut Mayr und Smith eindeutig als Albatros aus. Damit ist er den Autoren zufolge der früheste sichere Vertreter dieser Familie. Das Fehlen einiger für heutige Albatrosse typischer Autapomorphien lasse darauf schließen, dass es sich bei der Gattung Tydea um eine basale Linie der Familie Diomedeidae handele, die den heutigen Vertretern gegenüberstehe.